# Juan de Orcoyen
Juan de Orcoyen (Zaragoza, h. 1610 - después de 1652) fue un pintor y dorador español activo en Zaragoza.
Casó con Esperanza Franco, con quien tuvo una hija. Entre 1637 y 1646 participa en el proyecto del retablo de la Capilla de Santa Elena, de Nuestra Señora del Carmen o del Santísimo Sacramento de la Catedral del Salvador de Zaragoza. De 1646 data un contrato para el retablo de la Capilla de Nuestra Señora la Blanca junto a Pedro Urzanqui y Jusepe Altarriba en concepto de pintura y dorado.
Según investigaciones de María del Carmen Lacarra en 1647 se encarga del dorado, estofado y encarnación del retablo de la iglesia de San Gil de Zaragoza
Se sabe que en 1648 contaba con taller propio por un documento en el que consta que dos aprendices, Jaime Laborda de Jaca y Diego Hernández de Salamanca, entraban a ser discípulos de Juan de Orcoyen a cambio de 18 libras jaquesas
En 1649 aparece trabaja como dorador del retablo del desaparecido convento de San Francisco de Zaragoza. Firmó su testamento el 1 de septiembre de 1652.